# Seboro (Sadang)
Seboro is een bestuurslaag in het regentschap Kebumen van de provincie Midden-Java, Indonesië. Seboro telt 6049 inwoners (volkstelling 2010).